# هنر رنسانس
هنر رنسانس (انگلیسی: Renaissance art) به معنای تولد دوباره، به مجموعه هنرهای نقاشی، مجسمه سازی، معماری و هنرهای تزئینی دوره‌ای از اروپا گفته می‌شود که به عنوان هنر رنسانس مشهور است. این سبک هنری به عنوان یک سبک مجزا در ایتالیا و از حدود سال ۱۴۰۰ میلادی به صورت موازی و همگام با تحولات فلسفی، ادبی، موسیقی و تاریخ علم در عصر رنسانس شکل گرفت. برخی مورخان برای سهولت پژوهش، زایش این سبک هنری را سال ۱۴۵۳ یعنی سال پیروزی پادشاه عثمانی بر دولت بیزانس می‌دانند که با احیای هوشیارانه سنت‌های ادبی و هنری روم و یونان باستان، در زبان‌های اروپایی عمومیت یافت و بین‌المللی شد.

## نگارخانه

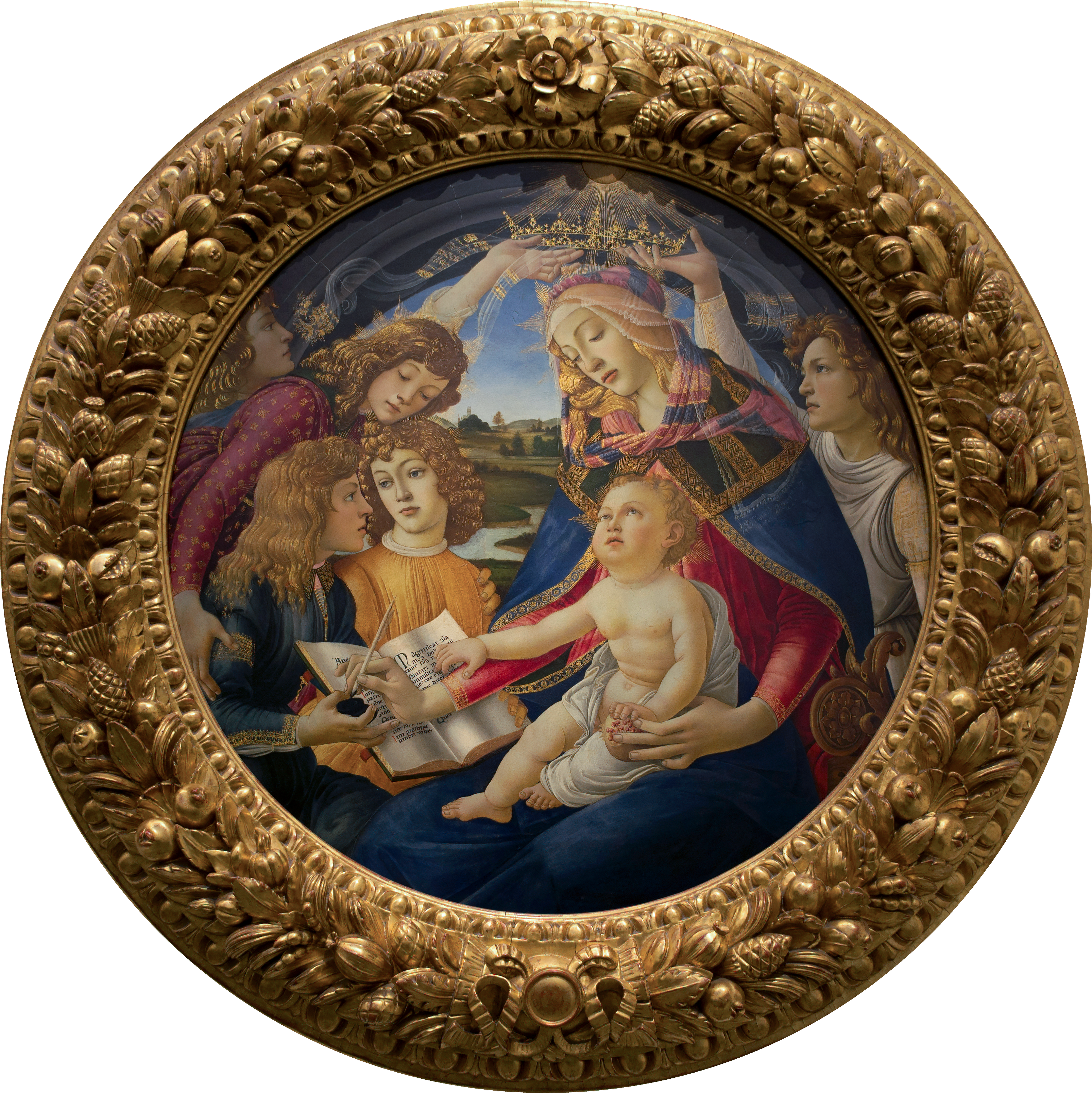
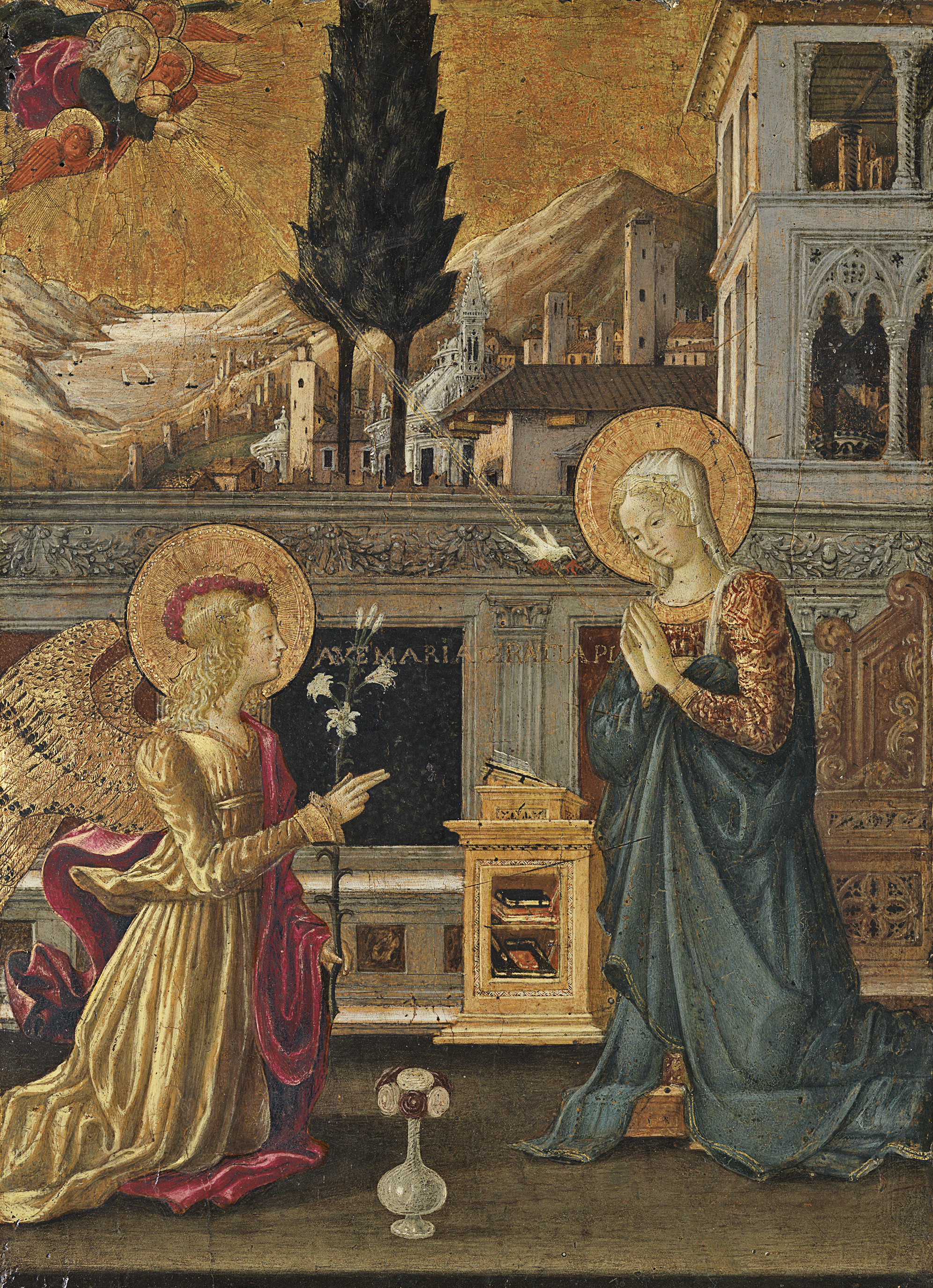
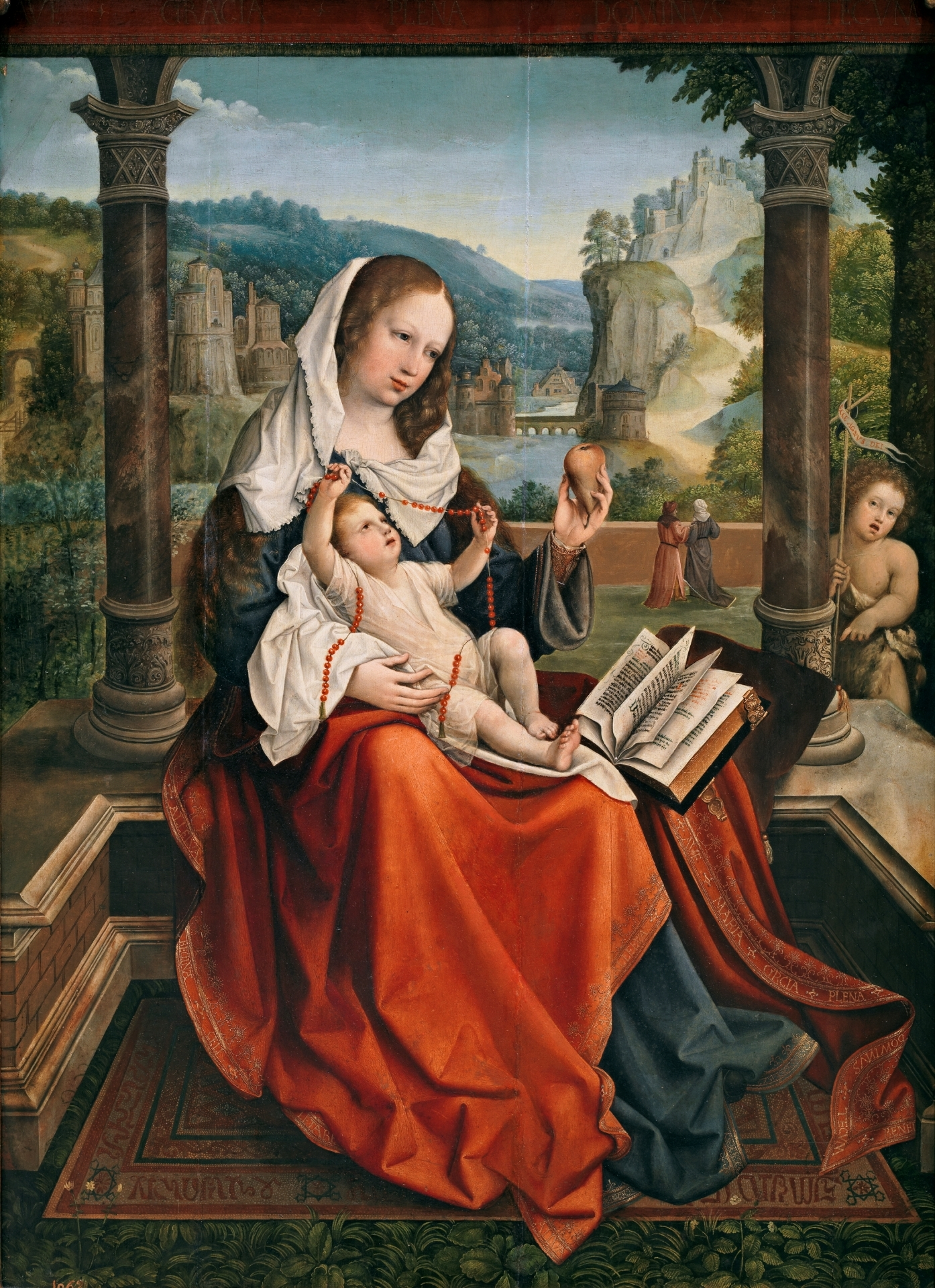
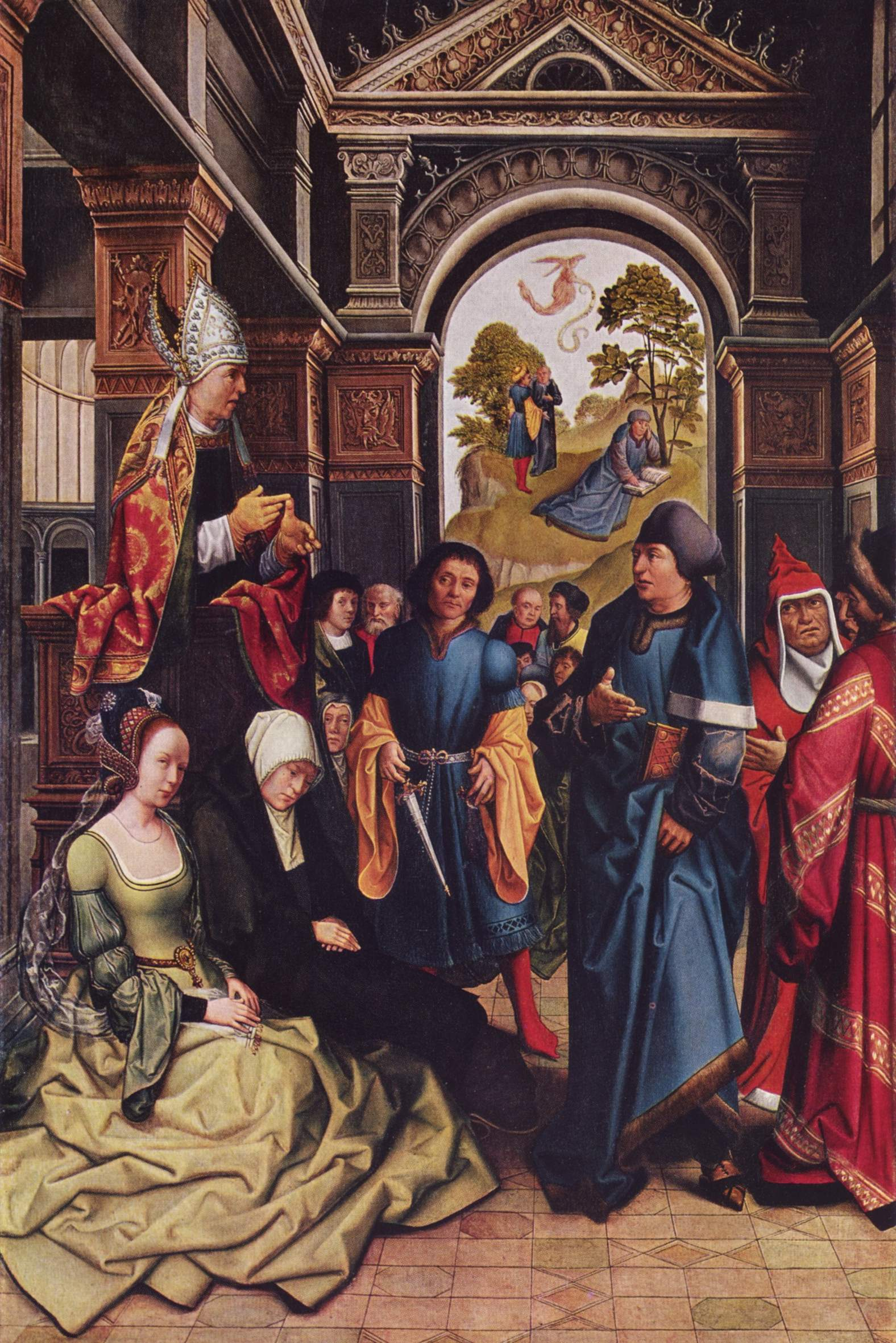
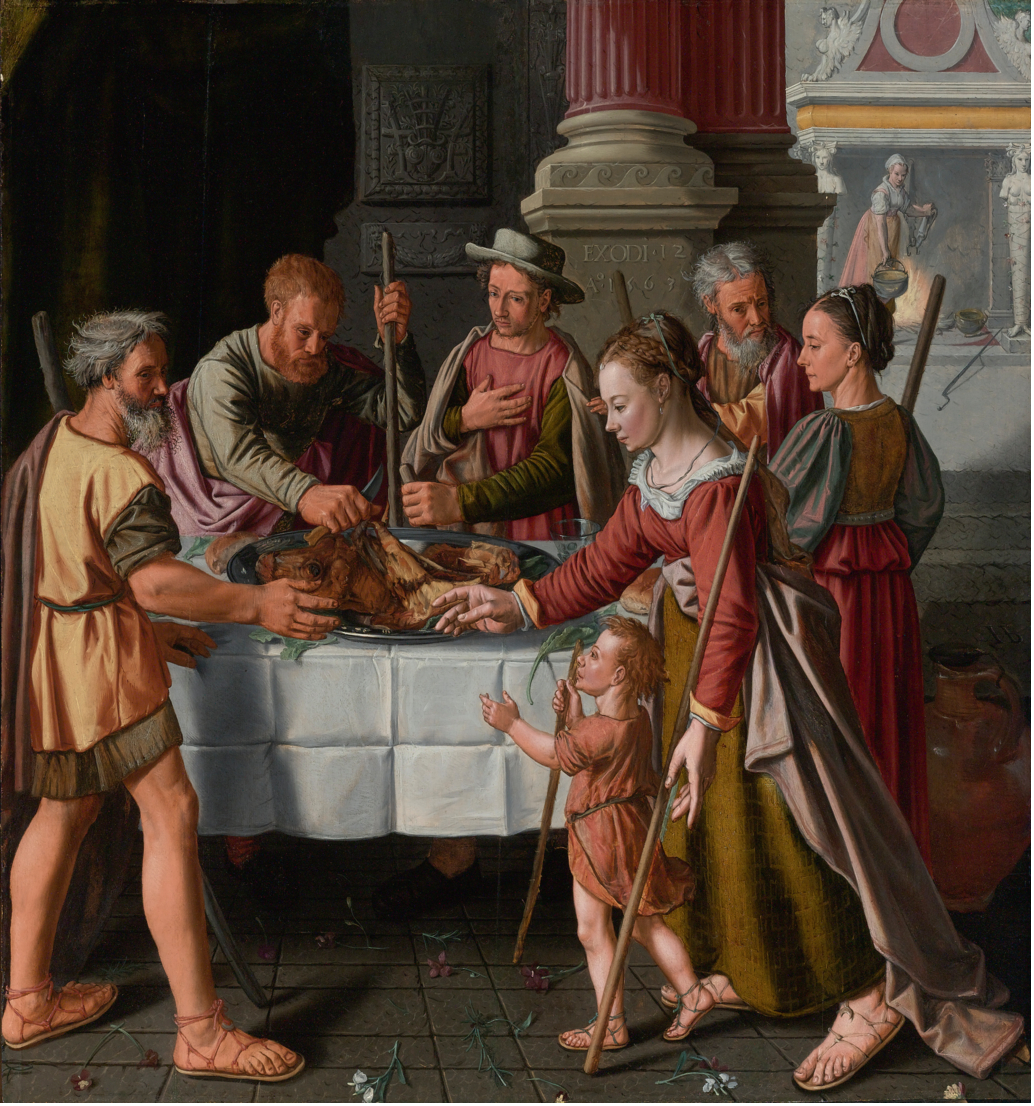